# Rosario (Cavite)
Rosario (Tagalog: Bayan ng Rosario) ist eine philippinische Stadtgemeinde in der Provinz Cavite, in der Verwaltungsregion IV, Calabarzon. Sie hat 110.706 Einwohner (Zensus 1. August 2015), die in 20 Barangays lebten. Sie wird als Gemeinde der ersten Einkommensklasse auf den Philippinen und als urbanisiert eingestuft.
Rosario liegt im Norden der Provinz, an der Südküste der Manilabucht. Die Topographie der Gemeinde ist gekennzeichnet durch das flachwellige Terrain der Ausläufer der Zentralen Luzon-Ebene. Ihre Nachbargemeinden sind Noveleta im Nordosten, General Trias im Südosten und Tanza im Westen.

## Weblinks

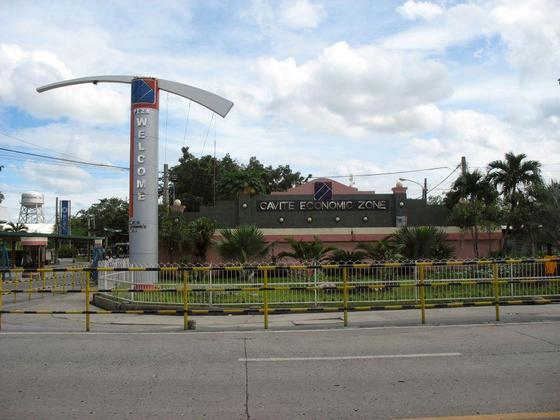
Industriegebiet in Rosario

## Baranggays
| - Bagbag I - Bagbag II - Kanluran - Ligtong I - Ligtong II - Ligtong III - Ligtong IV - Muzon I - Muzon II - Poblacion | - Sapa I - Sapa II - Sapa III - Sapa IV - Silangan I - Silangan II - Tejeros Convention - Wawa I - Wawa II - Wawa III |